# 沙更世
沙更世（1926年—）。又名沙更思，浙江鄞县（今宁波市鄞州区）人，中国画家、书法家、篆刻家、美术教育家，中国一级美术师。

## 生平
幼承家学，学习书法绘画、篆刻。1950年，毕业于国立艺术专科学校（“国立艺专”，今为中国美术学院）。早年在出版业工作，先后担任人民画报编辑，人民美术出版社编辑和创作人员。后入中央民族学院（今为中央民族大学），担任中国画教研室主任，硕士研究生工作室副主任，硕士生导师。在中央民族大学教授退休。

## 家庭
父沙孟海，书法家。

## 代表作品
- 《雪山浴日》
- 《咏梅图》，入选2004年首届中国美术家协会会员中国画精品展
- 《江山如此多娇》印章

## 出版作品
- 《沙孟海篆刻集》（主编）
- 《二十世纪书法经典——沙孟海卷》（主编）
- 《沙更世书画篆刻选集》